# Dumosh

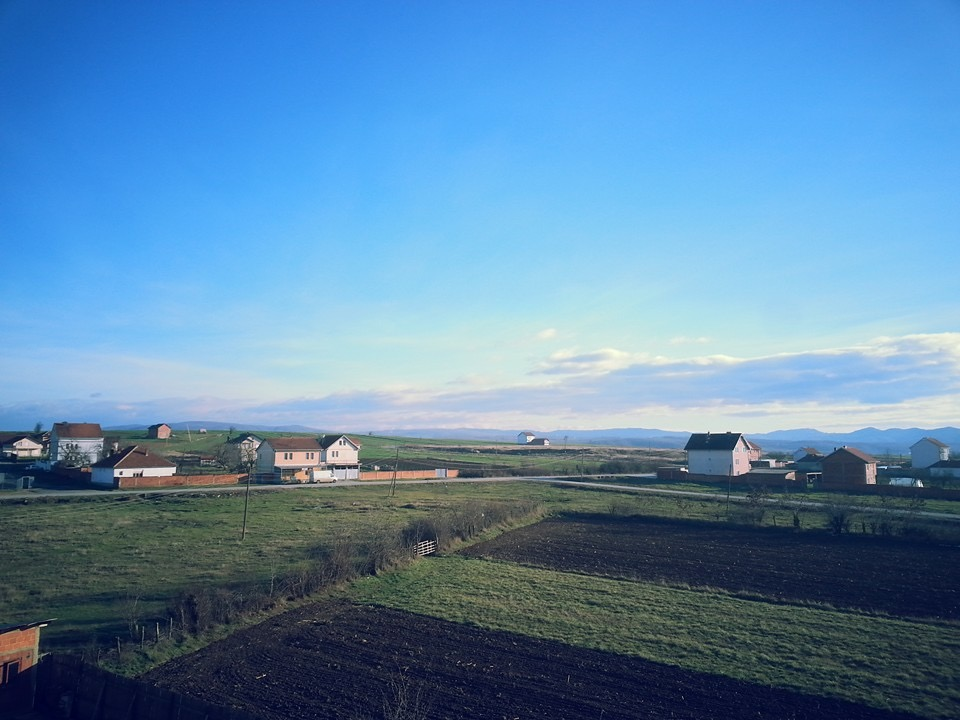
Blick über das Dorf

Dumosh (albanisch auch Dumoshi, serbisch Думош Dumoš) ist ein Dorf in der Gemeinde Podujeva im Kosovo.

## Geographie
Dumosh liegt in einer Ebene im Nordosten des Kosovo rund sieben Kilometer südlich der Stadt Podujeva. Benachbarte Ortschaften sind Sfeçla im Norden, Shajkofc im Osten, Batllava im Süden und Siboc i Poshtëm sowie Siboc i Epërm im Süden. Die archäologische Stätte Vendenis liegt am Rande der Dorfsiedlung.

## Bevölkerung
Bei der Volkszählung 2011 wurden in Dumosh 1207 Einwohner gezählt. Alle von ihnen (100 %) gaben an, Albaner zu sein.
| Census    | 1948 | 1953 | 1961 | 1971 | 1981 | 1991 | 2011 |
| --------- | ---- | ---- | ---- | ---- | ---- | ---- | ---- |
| Einwohner | 678  | 755  | 794  | 949  | 1078 | 1141 | 1207 |